# The Pirate's Gold
The Pirate's Gold er en amerikansk stumfilm fra 1908 af D. W. Griffith.

## Medvirkende
- George Gebhardt som unge Wilkinson
- Linda Arvidson som Mrs. Wilkinson
- Charles Inslee
- Arthur V. Johnson
- Florence Lawrence